# Molophilus submorosus
Molophilus submorosus là một loài ruồi trong họ Limoniidae. Chúng phân bố ở miền Australasia.